# 3a etapa del Tour de França de 2017
La 3ª etapa del Tour de França de 2017 es va disputar el 3 de juliol de 2017 entre Verviers, a Bèlgica, i Longwy, a França. Va ser una etapa accidentada de 212,5 quilòmetres de llargada i 5 cotes de muntanya puntuables.

## Recorregut
Al llarg de l'etapa els corredors van passar per 3 països: Bèlgica, Luxemburg i França, i van haver de superar 5 cotes de muntanya de 3ª i 4ª categoria. A l'última cota, la Côte des Religieuses, a Longwy, es trobava el final d'etapa. L'esprint intermedi es trobava a Wincrange, Luxemburg, mentre que avituallament es trobava uns quilòmetres més endavant, a Derenbach. Aquesta etapa va tenir la particularitat de passar pel circuit de Spa-Francorchamps.

## Desenvolupament de l'etapa
Els corredors van iniciar l'etapa a Verviers, sota un sol radiant. Després de diversos intents, al quilòmetre 3, quatre ciclistes: l'australià Adam Hansen (Lotto-Soudal), l'alemany Nils Politt (Katusha-Alpecin) i el franceso Romain Hardy (Fortuneo) i Romain Sicard (Direct Energie). Al quilòmetre 6, l'americà Nathan Brown (Cannondale-Drapac) i el belga Frederik Backaert (Wanty-Groupe Gobert) s'avancen al gran grup i intenten contactar amb els 4 que van al capdavant, fet que es produeix al quilòmetre 11. El grup capdavanter, ara format per 6 ciclistes, agafa ràpidament una avantatge de 2 minuts sobre el gran grup.
Els punts del gran premi de la muntanya són molt disputats. Cannondale-Drapac vol mantenir el jersei de blanc a punt vermells. Així, Nathan Brown passa primer cim de Sart, al quilòmetre 18. Els 80 quilòmetres següents són força tranquils, encara que el segon port puntuable pel gran premi de la muntanya animarà els escapats. Frederik Bakeart inicià l'esprint, però és superat per Nils Politt i Nathan Brown. Aquests dos últims continuen el seu esforç després de la cota de Wiltz a 107 km de l'arribada. La cota d'Eschdorf es troba a 92 km de la meta. A dos quilòmetres del cim, Nathan Brown abandona Nils Politt per prendre el lideratge de la classificació de muntanya. Passa amb 45 segons per davant dels 4 perseguidors i 4 minuts sobre el gran grup. Es posen drets per a esperar que els seus quatre companys d'escapats. El grup capdavanter es troba a 90 km de meta amb dos minuts i mig d'avantatge sobre el gran grup.
A 70 km de la meta, l'avantatge dels escapats sobre el gran grup cau per sota del minut. A 60 km de la meta, tres ciclistes salten del gran grup: el belga Thomas De Gendt (Lotto-Soudal) i els francesos Pierre-Luc Périchon (Fortuneo) i Lilian Calmejane (Direct-Energie). Després de 3 km de caça, atrapen al 6 escapats i es forma un grup capdavanter format per 9 ciclistes que tenen 45 segons d'avantatge sobre el gran grup. Els 3 nous membres porten sang nova a l'escapada, però la col·laboració no és perfecte i els homes cansats lluiten per seguir. Així, a 47 km de la meta, i amb un minut i mig per davant del pelotó, els tres últims arribats a l'escapada deixen enrere els seus companys. Només es manté Romain Hardy. A 22 km de la meta, Lilian Calmejane, més fort que els altres, es queda sol en direcció a la meta, però amb només un minut d'avantatge sobre el gran grup. La resta d'escapats son atrapats pel gran grup a entre 45 i 15 quilòmetres de l'arribada. Calmejane passa primer pel cim de Villers-la-Montagne amb 30 segons per davant del gran grup, però es atrapat sota l'arc dels últims 10 quilòmetres.
La pujada final s'acosta amb un gran grup gairebé complet. A 800 metres de la meta, s'han produït pocs atacs i cap d'ells és decisiu. Richie Porte inicia un esprint que obliga als favorits a la classificació general a fer un esforç. Finalment s'imposa Peter Sagan, per davant Michael Matthews i Daniel Martin, que completen el podi per davant de Greg Van Avermaet. Aquests quatre corredors agafen una avantatge de dos segons als seus primers perseguidors.

## Resultats

### Classificació de l'etapa
| \| Classificació de l'etapa \| Classificació de l'etapa \| Classificació de l'etapa \| Classificació de l'etapa \| Classificació de l'etapa \| \| Corredor \| Corredor \| Equip \| Temps \| \| \| ------------------------ \| ------------------------ \| ------------------------ \| ------------------------ \| ------------------------ \| \| 1r \| Peter Sagan \| Bora-Hansgrohe \| 5h 07' 19" \| \| \| 2n \| Michael Matthews \| Team Sunweb \| + 0" \| \| \| 3r \| Daniel Martin \| Quick-Step Floors \| + 0" \| \| \| 4t \| Greg Van Avermaet \| BMC Racing Team \| + 0" \| \| \| 5è \| Alberto Bettiol \| Cannondale-Drapac \| + 2" \| \| \| 6è \| Arnaud Démare \| FDJ \| + 2" \| \| \| 7è \| Jakob Fuglsang \| Astana \| + 2" \| \| \| 8è \| Geraint Thomas \| Team Sky \| + 2" \| \| \| 9è \| Christopher Froome \| Team Sky \| + 2" \| \| \| 10è \| Rafał Majka \| Bora-Hansgrohe \| + 2" \| \| |                    |                   |            |
| |                    |                   |            |
| Fonts: ProCyclingStats Cycling Archives |                    |                   |            |
| Classificació de l'etapa |                    |                   |            |
| Corredor | Corredor           | Equip             | Temps      |
| 1r | Peter Sagan        | Bora-Hansgrohe    | 5h 07' 19" |
| 2n | Michael Matthews   | Team Sunweb       | + 0"       |
| 3r | Daniel Martin      | Quick-Step Floors | + 0"       |
| 4t | Greg Van Avermaet  | BMC Racing Team   | + 0"       |
| 5è | Alberto Bettiol    | Cannondale-Drapac | + 2"       |
| 6è | Arnaud Démare      | FDJ               | + 2"       |
| 7è | Jakob Fuglsang     | Astana            | + 2"       |
| 8è | Geraint Thomas     | Team Sky          | + 2"       |
| 9è | Christopher Froome | Team Sky          | + 2"       |
| 10è | Rafał Majka        | Bora-Hansgrohe    | + 2"       |

### Classificació per punts

#### Esprint intermedi -Wincrange(km 89)
| Pos. | Ciclista                | Equip               | Punts |
| ---- | ----------------------- | ------------------- | ----- |
| 1    | Nils Politt (GER)       | Katusha-Alpecin     | 20    |
| 2    | Frederik Backaert (BEL) | Wanty-Groupe Gobert | 17    |
| 3    | Romain Sicard (FRA)     | Direct Énergie      | 15    |
| 4    | Adam Hansen (AUS)       | Lotto-Soudal        | 13    |
| 5    | Romain Hardy (FRA)      | Fortuneo-Oscaro     | 11    |
| 6    | Nathan Brown (USA)      | Cannondale-Drapac   | 10    |
| 7    | Mark Cavendish (GBR)    | Dimension Data      | 9     |
| 8    | Sonny Colbrelli (ITA)   | Bahrain-Merida      | 8     |
| 9    | Ben Swift (GBR)         | UAE Emirates        | 7     |
| 10   | Peter Sagan (SVK)       | Bora-Hansgrohe      | 6     |
| 11   | André Greipel (GER)     | Lotto-Soudal        | 5     |
| 12   | Arnaud Démare (FRA)     | FDJ                 | 4     |
| 13   | Marcel Kittel (GER)     | Quick-Step Floors   | 3     |
| 14   | Michael Matthews (AUS)  | Sunweb              | 2     |
| 15   | Rüdiger Selig (GER)     | Bora-Hansgrohe      | 1     |

#### Final d'etapa -Longwy(km 212,5)
| Pos. | Ciclista                 | Equip             | Punts |
| ---- | ------------------------ | ----------------- | ----- |
| 1    | Peter Sagan (SVK)        | Bora-Hansgrohe    | 30    |
| 2    | Michael Matthews (AUS)   | Sunweb            | 25    |
| 3    | Daniel Martin (IRL)      | Quick-Step Floors | 22    |
| 4    | Greg Van Avermaet (BEL)  | BMC Racing        | 19    |
| 5    | Alberto Bettiol (ITA)    | Cannondale-Drapac | 17    |
| 6    | Arnaud Démare (FRA)      | FDJ               | 15    |
| 7    | Jakob Fuglsang (DEN)     | Astana            | 13    |
| 8    | Geraint Thomas (GBR)     | Team Sky          | 11    |
| 9    | Christopher Froome (GBR) | Team Sky          | 9     |
| 10   | Rafal Majka (POL)        | Bora-Hansgrohe    | 7     |
| 11   | Nairo Quintana (COL)     | Movistar          | 6     |
| 12   | Romain Bardet (FRA)      | AG2R La Mondiale  | 5     |
| 13   | Tim Wellens (BEL)        | Lotto-Soudal      | 4     |
| 14   | Richie Porte (AUS)       | BMC Racing        | 3     |
| 15   | Tiesj Benoot (BEL)       | Lotto-Soudal      | 2     |

#### Bonificacions a l'arribada
| Pos. | Ciclista               | Equip             | Temps |
| ---- | ---------------------- | ----------------- | ----- |
| 1    | Peter Sagan (SVK)      | Bora-Hansgrohe    | 10"   |
| 2    | Michael Matthews (AUS) | Sunweb            | 6"    |
| 3    | Daniel Martin (IRL)    | Quick-Step Floors | 4"    |

#### Alts i cims

##### Alt deSart(km 18) - 4ª Categoria (1,4 km a 4,5%)
| Pos. | Ciclista           | Equip             | Punts |
| ---- | ------------------ | ----------------- | ----- |
| 1    | Nathan Brown (USA) | Cannondale-Drapac | 1     |

##### Alt deWiltz(km 105,5) - 4ª Categoria (3,1 km a 4,8%)
| Pos. | Ciclista          | Equip           | Punts |
| ---- | ----------------- | --------------- | ----- |
| 1    | Nils Politt (GER) | Katusha-Alpecin | 1     |

##### Alt d'Eschdorf(km 120,5) - 3ª Categoria (2,3 km a 9,3%)
| Pos. | Ciclista           | Equip             | Punts |
| ---- | ------------------ | ----------------- | ----- |
| 1    | Nathan Brown (USA) | Cannondale-Drapac | 2     |
| 2    | Nils Politt (GER)  | Katusha-Alpecin   | 1     |

##### Alt deVillers-la-Montagne(km 197) - 4ª Categoria (1,1 km a 5,2%)
| Pos. | Ciclista               | Equip          | Punts |
| ---- | ---------------------- | -------------- | ----- |
| 1    | Lilian Calmejane (FRA) | Direct Énergie | 1     |

##### Longwy- Alt des Religieuses (km 212,5) - 3ª Categoria (1,6 km a 5,8%)
| Pos. | Ciclista               | Equip          | Punts |
| ---- | ---------------------- | -------------- | ----- |
| 1    | Peter Sagan (SVK)      | Bora-Hansgrohe | 2     |
| 2    | Michael Matthews (AUS) | Sunweb         | 1     |

## Rànquings al final de l'etapa

### Classificació general
| \| Classificació general \| Classificació general \| Classificació general \| Classificació general \| Classificació general \| \| Corredor \| Corredor \| Equip \| Temps \| \| \| --------------------- \| --------------------- \| --------------------- \| --------------------- \| --------------------- \| \| 1r \| Geraint Thomas \| Team Sky \| 10h 00' 31" \| \| \| 2n \| Christopher Froome \| Team Sky \| + 12" \| \| \| 3r \| Michael Matthews \| Team Sunweb \| + 12" \| \| \| 4t \| Peter Sagan \| Bora-Hansgrohe \| + 13" \| \| \| 5è \| Edvald Boasson Hagen \| Dimension Data \| + 16" \| \| \| 6è \| Pierre Latour \| AG2R La Mondiale \| + 25" \| \| \| 7è \| Philippe Gilbert \| Quick-Step Floors \| + 30" \| \| \| 8è \| Michał Kwiatkowski \| Team Sky \| + 32" \| \| \| 9è \| Tim Wellens \| Lotto-Soudal \| + 32" \| \| \| 10è \| Nikias Arndt \| Team Sunweb \| + 34" \| \| |                      |                   |             |
| |                      |                   |             |
| Fonts: ProCyclingStats Cycling Archives |                      |                   |             |
| Classificació general |                      |                   |             |
| Corredor | Corredor             | Equip             | Temps       |
| 1r | Geraint Thomas       | Team Sky          | 10h 00' 31" |
| 2n | Christopher Froome   | Team Sky          | + 12"       |
| 3r | Michael Matthews     | Team Sunweb       | + 12"       |
| 4t | Peter Sagan          | Bora-Hansgrohe    | + 13"       |
| 5è | Edvald Boasson Hagen | Dimension Data    | + 16"       |
| 6è | Pierre Latour        | AG2R La Mondiale  | + 25"       |
| 7è | Philippe Gilbert     | Quick-Step Floors | + 30"       |
| 8è | Michał Kwiatkowski   | Team Sky          | + 32"       |
| 9è | Tim Wellens          | Lotto-Soudal      | + 32"       |
| 10è | Nikias Arndt         | Team Sunweb       | + 34"       |

### Classificació per punts
| Classificació per punts | Classificació per punts | Classificació per punts | Classificació per punts | Classificació per punts |
| Corredor                | Corredor                | Equip                   | Punts                   |                         |
| ----------------------- | ----------------------- | ----------------------- | ----------------------- | ----------------------- |
| 1r                      | Marcel Kittel           | Quick-Step Floors       | 66 pts                  |                         |
| 2n                      | Arnaud Démare           | FDJ                     | 57 pts                  |                         |
| 3r                      | Peter Sagan             | Bora-Hansgrohe          | 50 pts                  |                         |
| 4t                      | Michael Matthews        | Team Sunweb             | 44 pts                  |                         |
| 5è                      | Sonny Colbrelli         | Bahrain-Merida          | 32 pts                  |                         |
| 6è                      | Geraint Thomas          | Team Sky                | 31 pts                  |                         |
| 7è                      | Mark Cavendish          | Dimension Data          | 31 pts                  |                         |
| 8è                      | André Greipel           | Lotto-Soudal            | 30 pts                  |                         |
| 9è                      | Daniel Martin           | Quick-Step Floors       | 22 pts                  |                         |
| 10è                     | Ben Swift               | UAE Team Emirates       | 22 pts                  |                         |

### Classificació dels joves
| Classificació del millor jove | Classificació del millor jove | Classificació del millor jove | Classificació del millor jove | Classificació del millor jove |
| Corredor                      | Corredor                      | Equip                         | Temps                         |                               |
| ----------------------------- | ----------------------------- | ----------------------------- | ----------------------------- | ----------------------------- |
| 1r                            | Pierre Latour                 | AG2R La Mondiale              | 10h 00' 56"                   |                               |
| 2n                            | Aleksei Lutsenko              | Astana                        | + 12"                         |                               |
| 3r                            | Stefan Küng                   | BMC Racing Team               | + 13"                         |                               |
| 4t                            | Emanuel Buchmann              | Bora-Hansgrohe                | + 15"                         |                               |
| 5è                            | Simon Yates                   | Orica-Scott                   | + 20"                         |                               |
| 6è                            | Alberto Bettiol               | Cannondale-Drapac             | + 27"                         |                               |
| 7è                            | Louis Meintjes                | UAE Team Emirates             | + 47"                         |                               |
| 8è                            | Tiesj Benoot                  | Lotto-Soudal                  | + 50"                         |                               |
| 9è                            | Guillaume Martin              | Wanty-Groupe Gobert           | + 1' 17"                      |                               |
| 10è                           | Michael Valgren Andersen      | Astana                        | + 1' 33"                      |                               |

### Gran premi de la muntanya
| Classificació de la muntanya | Classificació de la muntanya | Classificació de la muntanya | Classificació de la muntanya | Classificació de la muntanya |
| Corredor                     | Corredor                     | Equip                        | Punts                        |                              |
| ---------------------------- | ---------------------------- | ---------------------------- | ---------------------------- | ---------------------------- |
| 1r                           | Nathan Brown                 | Cannondale-Drapac            | 3 pts                        |                              |
| 2n                           | Peter Sagan                  | Bora-Hansgrohe               | 2 pts                        |                              |
| 3r                           | Taylor Phinney               | Cannondale-Drapac            | 2 pts                        |                              |
| 4t                           | Nils Politt                  | Katusha-Alpecin              | 2 pts                        |                              |
| 5è                           | Lilian Calmejane             | Direct Énergie               | 1 pt                         |                              |
| 6è                           | Michael Matthews             | Team Sunweb                  | 1 pt                         |                              |

### Classificació per equips
| Classificació per equips | Classificació per equips | Classificació per equips | Classificació per equips |
| Equip                    | Equip                    | Temps                    |                          |
| ------------------------ | ------------------------ | ------------------------ | ------------------------ |
| 1r                       | Sky                      | 30h 01' 52"              |                          |
| 2n                       | Quick-Step Floors        | + 1' 02"                 |                          |
| 3r                       | Movistar Team            | + 1' 16"                 |                          |
| 4t                       | Bora-Hansgrohe           | + 1' 17"                 |                          |
| 5è                       | Team Sunweb              | + 1' 27"                 |                          |
| 6è                       | Astana                   | + 1' 27"                 |                          |
| 7è                       | Orica-Scott              | + 1' 27"                 |                          |
| 8è                       | BMC Racing Team          | + 1' 28"                 |                          |
| 9è                       | Cannondale-Drapac        | + 1' 39"                 |                          |
| 10è                      | AG2R La Mondiale         | + 2' 07"                 |                          |